# Cubocephalus heiglii
Cubocephalus heiglii là một loài tò vò trong họ Ichneumonidae.